# 澤特蘭冰川
78°1′S 163°49′E / 78.017°S 163.817°E
澤特蘭冰川（英語：Zetland Glacier），是南極洲的冰川，位於維多利亞地的斯科特海岸，流經丹頓山脈的亞歷山德拉山南坡，現時由南極條約體系管理。